# Zephronia nigrinota
Zephronia nigrinota är en mångfotingart som beskrevs av Butler 1872. Zephronia nigrinota ingår i släktet Zephronia och familjen Zephroniidae. Inga underarter finns listade i Catalogue of Life.